# Diocesi di Eutime
La diocesi di Eutime (in latino Dioecesis Eutymensis) è una sede soppressa e sede titolare della Chiesa cattolica.

## Storia
Eutime, identificabile con Al-Harrah o con la vicina Aqrabat nel sud della Siria, è un'antica sede episcopale della provincia romana d'Arabia nella diocesi civile d'Oriente. Faceva parte del patriarcato di Antiochia ed era suffraganea dell'arcidiocesi di Bosra, come attestato da una Notitia episcopatuum del VI secolo.
Sono due i vescovi attribuiti a questa diocesi. Anastasio non prese parte al concilio di Calcedonia nel 451, ma si fece rappresentare dal suo metropolita Costantino di Bosra, che firmò gli atti conciliari al suo posto. Un'iscrizione non datata, trovata in una chiesa di Harran, ha restituito il nome del vescovo Teodoro.
Dal 1933 Eutime è annoverata tra le sedi vescovili titolari della Chiesa cattolica; la sede è vacante dal 6 marzo 1966.

## Cronotassi

### Vescovi residenti
- Anastasio † (menzionato nel 451)
- Teodoro †

### Vescovi titolari
- Guglielmo Motolese † (21 giugno 1952 - 16 gennaio 1962 nominato arcivescovo di Taranto)
- Jean-Barthélemy-Marie de Cambourg † (24 febbraio 1962 - 6 marzo 1966 nominato vescovo di Valence)